# ミカエル・ヒュープナー
ミハエル・ヒュープナー（Michael Hübner, 1959年4月8日 - 2024年11月12日以前）は、旧東ドイツのカール＝マルクス＝シュタット（現 ケムニッツ）生まれの元自転車競技（トラックレース）選手。

## 人物
1986年の世界自転車選手権、アマチュア・スプリントにおいて同胞のルッツ・ヘスリッヒを破って優勝。一時、ヘスリッヒのライバルと目されたことがあったが、若手の台頭が著しくなったこともあって、1989年を最後に東ドイツのナショナルメンバーから外されてしまった。
しかし、まだまだ現役で十分頑張れると考えていたヒュープナーは翌1990年にプロに転向。そして前橋で行われたこの年の世界自転車選手権において、プロ・スプリントでは予選から他を圧倒する強さを見せて優勝。その後行われたプロ・ケイリンではまず予選で中野浩一を撃破。決勝ではステファン・ペイト（オーストラリア）の1着失格があったとはいえここでも優勝し二冠を達成した。
その後はプロ・ケイリンで3連覇を達成。また、スプリント・ケイリンの二冠達成を二度果たすなど、プロ入りしてからの活躍ぶりは目覚しいものがあった。
特に上半身をフルに使ったパワフルな走法は短距離種目に革命をもたらしたといってもよく、一時、ヒュープナーを模倣したような走り方をした短距離選手が多く現れ、またそうした選手たちが世界選手権やオリンピックで活躍するケースが見られた頃もあった。そして、こうした走り方に対応できなくなった日本の競輪選手たちは、1990年代に入って急速に世界選手権において成績が振るわなくなっていった。
国際競輪にも参加したことがあり、通算で37戦13勝。優勝3回の成績を残している。
2024年にケムニッツの病院で亡くなった。11月12日に訃報が発表された。65歳没。